# São Torcato (Coruche)

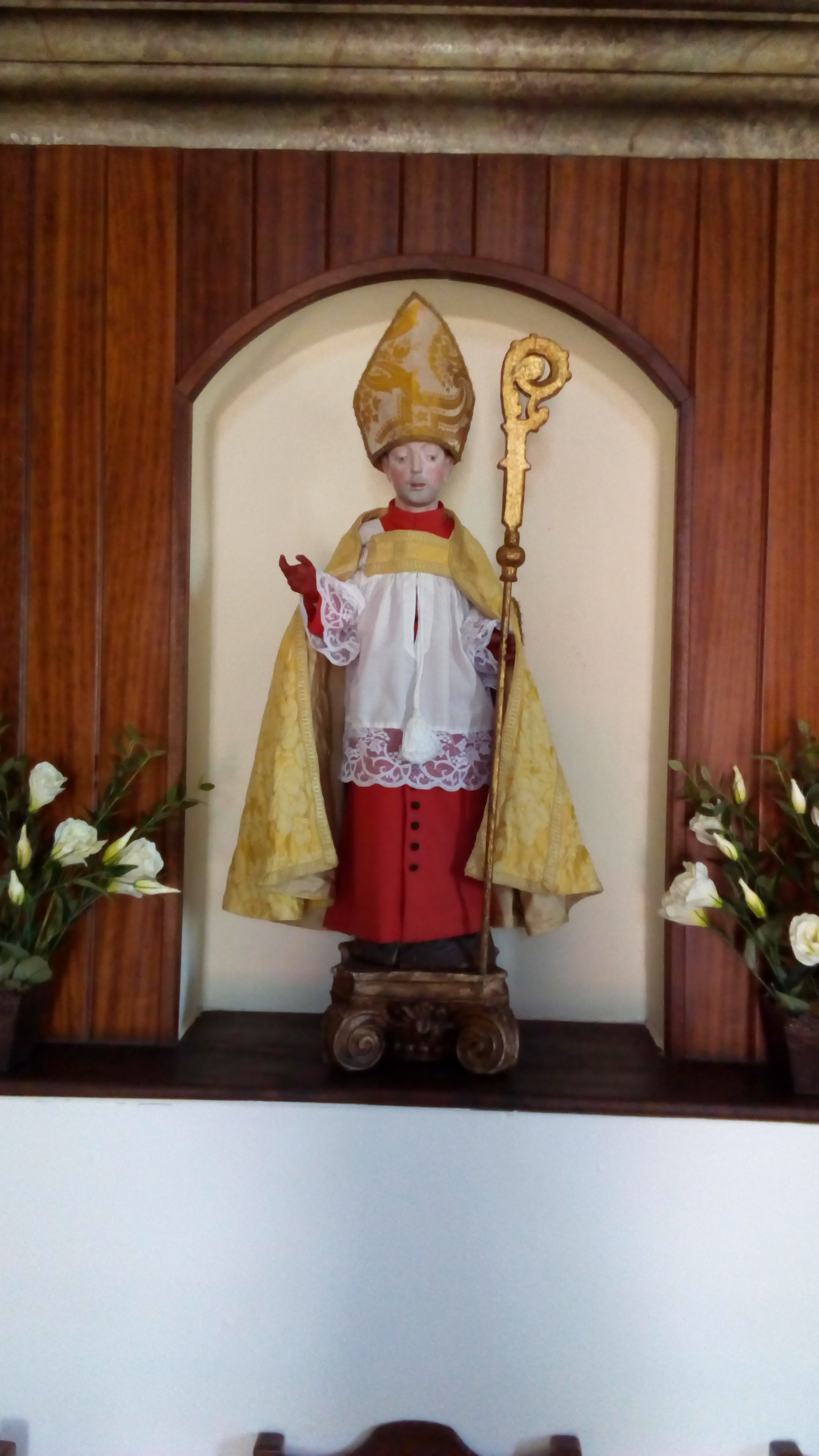

São Torcato é uma localidade da freguesia e concelho de Coruche, distrito de Santarém.
Nesta localidade encontra-se a Escola-Museu Salgueiro Maia, inaugurada em 5 de Outubro de 2009, em homenagem ao capitão Salgueiro Maia.
As tradicionais Festas de São Torcato e da Santíssima Trindade, culminam o ciclo das festividades pascais, onde após a missa e a procissão, ocorrem as cerimónias de bênção do gado. 